# چهل نابالغان
چهل نابالغان یکی از کوه‌های زاگرس در شهرستان سلسله استان لرستان است و در مرز استان لرستان و استان همدان است. چهل نابالغان از شمال به نهاوند، و از شرق به بروجرد و از غرب دلفان و از جنوب به سلسله محدود است. بلندترین قله آن یال کبود با ارتفاع تقریبی ۳۵۴۱ متر است.
چهل نابالغان بخشی از رشته کوه گرین نهاوند است و دسترسی به آن از جنوب شهر نهاوند ودره منتهی به سراب گاماسیاب یا دره کهمان تخت شاه الشتر به راحتی امکان‌پذیر است،
می‌گویند هنگامی که ایرانیان در جنگ نهاوند شکست خوردند و نهاوند بدست مسلمان فتح شد، فاتح چهل تن از اشراف‌زادگان و بزرگ زادگان و شاهزادگان را که سن آن‌ها نابالغ بود به کوه گرین برده و گردن زدند، بدین ترتیب نام این منطقه چهل نابالغان شد. و برای این گفته منبع معتبری در دست نیست،
با توجه به بقایای کوزه شکسته‌ها و تکه‌های سفالی و سنگچین‌های روی قله، و منابع تاریخی در این زمینه روی قله دژ بردیا هخامنشی بود و محلی برای تعلیم و تربیت جنگاوران جوان آن زمان ک با سقوط سلسله هخامنشیان این دژ و قلعه‌ها هم بدست برف و باد بوران از بین رفتن و آثاری از آنان بجا مانده.